# Sungurlu
Sungurlu – miasto w Turcji w prowincji Çorum.
Według danych na rok 2000 miasto zamieszkiwało 35 397 osób.